# 庫爾奇齊卡古塔
50°47′22″N 27°28′12″E / 50.78944°N 27.47000°E
庫爾奇齊卡古塔（烏克蘭語：Курчицька Гута），是烏克蘭北部的村莊，隸屬日托米爾州的茲維亞赫爾區。該村始建於1650年，面積0.99平方公里，海拔高度203米，2001年人口260，人口密度每平方公里262.89人。